# Tatsuya Yamashita
Tatsuya Yamashita (山下 達也 Yamashita Tatsuya?), född 7 november 1987 i Hyōgo prefektur, är en japansk fotbollsspelare.
Yamashita började sin karriär 2006 i Cerezo Osaka. 2011 flyttade han till Consadole Sapporo. Han gick tillbaka till Cerezo Osaka 2012. Med Cerezo Osaka vann han japanska ligacupen 2017 och japanska cupen 2017. 2019 flyttade han till Kashiwa Reysol.